# Коломієць Микола Пилипович
Коломієць Микола Пилипович (нар. 27 вересня 1936 — 2008, с. Березоточа, тепер Лубенського району Полтавської області) — 18. 11. 2008, Дніпропетровськ ( нині Дніпро), український мовознавець, доктор філологічних наук з 1990, професор з 1992.

## Життєпис
Закінчив 1964 Дніпропетровський університет.
1958- 1970- працював учителем;  1910- 1973 - викладачем у Дніпропетровському інституті підвищення кваліфікації вчителів; 
У 1976—1977 завідував кабінетом української мови і викладав у Сімферопольському університеті, з 1977 працював у Дніпропетровському університеті (з 1991 — був завідувачем кафедри української філології).

## Наукова діяльність
Автор праць з фразеології:
- «Фразеологічна синоніміка української мови» (1986),
- «Питання фразеологічної синоніміки» (1987),
- «Фразеологічні синоніми» (1989) та ін.

Уклав «Короткий словник перифраз» (1985) і «Словник фразеологічних синонімів» (1988, обидва — у співавт.), «Словник української мови в малюнках» (1995).